# Nekrolog November 2009
Nekrolog
◄◄
| ◄
| 2005
| 2006
| 2007
| 2008
| 2009 | 2010 | 2011 | 2012 | 2013 | ► | ►►
Januar |
Februar |
März |
April |
Mai |
Juni |
Juli |
August |
September |
Oktober |
November |
Dezember 2009
Weitere Ereignisse | Allgemeiner Nekrolog 2009
Die Beschreibung der verstorbenen Person sollte so kurz wie möglich gehalten sein und nur deren signifikante Tätigkeit(en) enthalten.
Neue Namen ggf. auch unter dem Geburts- und Sterbedatum, also etwa unter 1. Januar und im Geburts- und Sterbejahr (2024) eintragen (nur bei entsprechender großer Wichtigkeit). Für Beispiele siehe die schon vorhandenen Artikel.
Außerdem über die fünf zuletzt Verstorbenen, zu denen es einen ausreichend guten Artikel für eine Präsentation auf der Hauptseite gibt, nach der todesbedingten Überarbeitung der Artikel ggf. auch unter Wikipedia Diskussion:Hauptseite informieren und sie am besten auch in den anderen Wikipedia-Sprachversionen eintragen. Tipp: Regelmäßig bei news.google.de nach „ist tot“, „gestorben“ oder „verstorben“ suchen.
Wenn eine Person gestorben ist, gibt es viele Seiten zu dieser Person in der Wikipedia, die davon auch betroffen sind und entsprechend aktualisiert werden müssen. Beispiele: Namenübersichtsseite, Geburtsjahr, Geburtsort-Seiten und viele mehr.
Wie finde ich die betroffenen Seiten?
Im Suchfeld auf der linken Seite gibt man den Suchbegriff so ein: „Vorname Nachname“. Dann klickt man auf Volltext und alle Seiten mit entsprechendem Suchtext werden aufgerufen. Hier sieht man dann schnell, wo auch das Todesjahr Sinn macht oder sogar ein Teil des Artikels angepasst werden muss. Auch hilft das „Werkzeug“ auf der linken Seite sehr gut, um solche Seiten aufzufinden: „Links auf diese Seite“. Somit ist die Wikipedia wieder aktuell in allen Bereichen! Hinweis: bei Eintragung der Kategorie „Gestorben JAHR“ wird der Missbrauchsfilter 49 ausgelöst, was jedoch nicht schlimm ist. Siehe: Spezial:Missbrauchsfilter/49
Dies ist eine Liste von im November 2009 verstorbenen bekannten Persönlichkeiten. Die Einträge erfolgen innerhalb der einzelnen Daten alphabetisch sortiert. Tiere sind im Nekrolog für Tiere zu finden.

## November
| Tag            | Name                               | Beruf, bekannt als                                                   | Alter | Beleg   |
| -------------- | ---------------------------------- | -------------------------------------------------------------------- | ----- | ------- |
| 1. November    | Natuzza Evolo                      | italienische Mystikerin                                              | 85    |         |
| 1. November    | Oleksandr Hnylyzkyj                | ukrainischer Maler                                                   |       |         |
| 1. November    | Esther Hautzig                     | US-amerikanische Schriftstellerin                                    | 79    |         |
| 1. November    | Gebhard Hees                       | deutscher Bauingenieur und Professor                                 | 83    |         |
| 1. November    | Theo Linz                          | österreichischer Filmemacher und Künstler                            | 81    | [ 1 ]   |
| 1. November    | Manfred Losch                      | deutscher Leichtathlet                                               | 70    | [ 2 ]   |
| 1. November    | Seán Mac Fhionnghaile              | irischer Schauspieler                                                |       |         |
| 1. November    | Alda Merini                        | italienische Schriftstellerin                                        | 78    | [ 3 ]   |
| 1. November    | Arturo Salazar Mejía               | Bischof von Pasto, Kolumbien                                         | 88    | [ 4 ]   |
| 1. November    | George Zoritch                     | russischer Tänzer                                                    | 92    |         |
| 1. November    | Achim Stocker                      | deutscher Fußballfunktionär                                          | 74    | [ 5 ]   |
| 2. November    | Nien Cheng                         | US-amerikanische Schriftstellerin                                    | 94    | [ 6 ]   |
| 2. November    | Ernst Cordes                       | deutscher Verwaltungsangestellter und Politiker                      | 88    |         |
| 2. November    | Carsten Diercks                    | deutscher Dokumentarfilmer                                           | 88    |         |
| 2. November    | Christian Dzida                    | österreichischer Musiker                                             | 40    | [ 7 ]   |
| 2. November    | Peter Fiedler                      | deutscher Theologe                                                   | 69    | [ 8 ]   |
| 2. November    | Camillo Fischer                    | deutscher Bildjournalist                                             | 89    |         |
| 2. November    | Schabtai Kalmanowitsch             | russischer Unternehmer                                               | 61    | [ 9 ]   |
| 2. November    | Keith Kettleborough                | englischer Fußballspieler                                            | 74    | [ 10 ]  |
| 2. November    | Wolfgang Rahn                      | deutscher Fußballspieler                                             | 56    | [ 11 ]  |
| 2. November    | Leonard Steinberg, Baron Steinberg | britischer Politiker und Unternehmer                                 | 73    | [ 12 ]  |
| 2. November    | José Luis López Vázquez            | spanischer Schauspieler                                              | 87    | [ 13 ]  |
| 2. November    | Richard Nospers                    | deutscher Politiker                                                  | 61    | [ 14 ]  |
| 2. November    | Rogelio Núñez                      | chilenischer Fußballspieler                                          | 82    | [ 15 ]  |
| 2. November    | Amir Pnueli                        | israelischer Informatiker                                            | 68    | [ 16 ]  |
| 3. November    | Rainer Wörlen                      | deutscher Rechtswissenschaftler                                      | 63    |         |
| 3. November    | Francisco Ayala                    | spanischer Schriftsteller                                            | 103   | [ 17 ]  |
| 3. November    | John Crofton                       | britischer Mediziner                                                 | 97    | [ 18 ]  |
| 3. November    | Warren L. DeLano                   | US-amerikanischer Wissenschaftler                                    | 37    | [ 19 ]  |
| 3. November    | Dieter Hauke                       | Deutscher Politiker                                                  | 78    |         |
| 3. November    | Hans Rein                          | Schweizer Bergsteiger                                                | 90    |         |
| 3. November    | Alice S. Rossi                     | US-amerikanische Soziologin                                          | 87    | [ 20 ]  |
| 3. November    | Erik Saedén                        | schwedischer Opernsänger                                             | 85    | [ 21 ]  |
| 3. November    | Annette Schwarzenau                | deutsche Gesundheitspolitikerin                                      | 66    |         |
| 3. November    | Dodo Tschitschinadse               | georgische Schauspielerin                                            | 84    | [ 22 ]  |
| 4. November    | Win Aung                           | myanmarischer Politiker                                              | 65    | [ 23 ]  |
| 4. November    | William H. Avery                   | US-amerikanischer Politiker                                          | 98    | [ 24 ]  |
| 4. November    | Don Beaven                         | neuseeländischer Mediziner                                           | 85    | [ 25 ]  |
| 4. November    | Eva Brües                          | deutsche Kunsthistorikerin                                           | 82    |         |
| 4. November    | Karl Oettle                        | deutscher Wirtschaftswissenschaftler                                 | 83    |         |
| 4. November    | Iwan Bjakow                        | ukrainischer Biathlet                                                | 65    | [ 26 ]  |
| 4. November    | Hubertus Brandenburg               | Bischof von Stockholm                                                | 85    | [ 27 ]  |
| 4. November    | Mutō Kabun                         | japanischer Politiker                                                | 82    | [ 28 ]  |
| 4. November    | Dieter Keitel                      | deutscher Jazz-Schlagzeuger und Orchesterleiter                      | 68    |         |
| 4. November    | Heinz Pensky                       | deutscher Politiker                                                  | 88    | [ 29 ]  |
| 4. November    | Joachim Wolff                      | deutscher Stahlbildhauer                                             | 86    |         |
| 5. November    | Peter Chen Bolu                    | chinesischer Bischof                                                 | 96    | [ 30 ]  |
| 5. November    | José Kurt Fernández Cisternas      | chilenischer Fußballspieler                                          | 81    | [ 31 ]  |
| 5. November    | Ewald Grabowski                    | deutscher Kommunalpolitiker                                          | 77    |         |
| 5. November    | Félix Luna                         | argentinischer Historiker                                            | 84    | [ 32 ]  |
| 5. November    | Winfried Rosenfelder               | deutscher Kommunalpolitiker                                          | 85    |         |
| 5. November    | Karl Stuhlpfarrer                  | österreichischer Zeithistoriker                                      | 68    | [ 33 ]  |
| 5. November    | Joachim Wiesner                    | deutscher Politikwissenschaftler                                     | 75    | KSTA    |
| 6. November    | Marianne Wischmann                 | deutsche Schauspielerin und Synchronsprecherin                       | 88    | [ 34 ]  |
| 6. November    | Dimitri De Fauw                    | belgischer Radrennfahrer                                             | 28    | [ 35 ]  |
| 6. November    | Markus Grossenbacher               | Schweizer Gestalter, Bildhauer und Kunstpädagoge                     | 79    |         |
| 6. November    | Hans Lund                          | US-amerikanischer Pokerspieler                                       | 59    | [ 36 ]  |
| 6. November    | Antonio Rosario Mennonna           | italienischer Bischof                                                | 103   | [ 37 ]  |
| 6. November    | Klaus Miehlke                      | deutscher Internist                                                  | 93    |         |
| 6. November    | Abraham Escudero Montoya           | Bischof von Palmira, Kolumbien                                       | 69    | [ 38 ]  |
| 6. November    | Günter Naumann                     | deutscher Schauspieler                                               | 83    | [ 39 ]  |
| 6. November    | Manuel Romero Arvizu               | Bischof der Territorialprälatur Jesús María del Nayar, Mexiko        | 90    | [ 40 ]  |
| 6. November    | Manuel Solís Palma                 | panamaischer Staatspräsident                                         | 91    | [ 41 ]  |
| 7. November    | Hans-Busso von Busse               | deutscher Architekt                                                  | 79    |         |
| 7. November    | Moncef Djebali                     | tunesisch-französischer Fußballspieler                               | 52    | [ 42 ]  |
| 7. November    | Anselmo Duarte                     | brasilianischer Schauspieler und Regisseur                           | 89    | [ 43 ]  |
| 7. November    | Christa Franze                     | deutsche Bühnentänzerin                                              | 81    |         |
| 7. November    | Sture Fronæus                      | schwedischer Chemiker                                                | 93    | [ 44 ]  |
| 7. November    | Chris Harman                       | britischer Publizist und Politiker                                   | 66    | [ 45 ]  |
| 7. November    | Maria Mizzaro                      | österreichische wissenschaftliche Graphikerin                        | 84    |         |
| 7. November    | May Nilsson                        | schwedische Skirennläuferin                                          | 88    | [ 46 ]  |
| 7. November    | Leonhard Oesterle                  | kanadischer Bildhauer                                                | 94    |         |
| 7. November    | Kurt Peball                        | österreichischer Archivar                                            | 81    |         |
| 8. November    | Pierre Bottero                     | französischer Autor                                                  | 45    |         |
| 8. November    | Armin Gessert                      | deutscher Erfinder                                                   | 46    | [ 47 ]  |
| 8. November    | Witali Ginsburg                    | russischer Physiker und Nobelpreisträger                             | 93    | [ 48 ]  |
| 8. November    | Ulrich Gösele                      | deutscher Physiker                                                   | 60    | [ 49 ]  |
| 8. November    | Rudolf Konrad                      | deutscher Musiker                                                    | 86    |         |
| 8. November    | Colin Long                         | australischer Tennisspieler                                          | 91    |         |
| 8. November    | Arda Mandikian                     | griechische Opernsängerin                                            | 85    | [ 50 ]  |
| 8. November    | Gerd Mayen                         | deutscher Schauspieler                                               | 80    |         |
| 8. November    | Helge Toutenburg                   | deutscher Statistiker                                                | 66    | [ 51 ]  |
| 9. November    | Henri Alain Liogier                | französischer Botaniker                                              | 93    |         |
| 9. November    | Al Cervi                           | US-amerikanischer Basketballspieler                                  | 92    | [ 52 ]  |
| 9. November    | Gerhard Goebel                     | deutscher Romanist                                                   | 77    |         |
| 9. November    | Giorgos Kontogeorgis               | griechischer Politiker                                               | 96    | [ 53 ]  |
| 9. November    | Ib Olsen                           | dänischer Ruderer                                                    | 80    |         |
| 9. November    | Chris van Veen                     | niederländischer Politiker (CHU und CDA)                             | 86    |         |
| 10. November   | Dieter Willmann                    | deutscher Fußballspieler                                             | 69    | [ 54 ]  |
| 10. November   | José Afonso Ribeiro                | Bischof der Territorialprälatur Borba, Brasilien                     | 80    | [ 55 ]  |
| 10. November   | Gheorghe Dinică                    | rumänischer Schauspieler                                             | 75    | [ 56 ]  |
| 10. November   | Robert Enke                        | deutscher Fußballspieler                                             | 32    | [ 57 ]  |
| 10. November   | Anton von Euw                      | Schweizer Kunsthistoriker und Mediävist                              | 75    | [ 58 ]  |
| 10. November   | William Ganz                       | US-amerikanischer Kardiologe                                         | 90    |         |
| 10. November   | Tomaž Humar                        | slowenischer Bergsteiger                                             | 40    | [ 59 ]  |
| 10. November   | Dick Katz                          | US-amerikanischer Jazzmusiker                                        | 85    | [ 60 ]  |
| 10. November   | Eric Lingens                       | deutscher Jurist                                                     | 70    |         |
| 10. November   | Hisaya Morishige                   | japanischer Schauspieler                                             | 96    | [ 61 ]  |
| 10. November   | John Allen Muhammad                | US-amerikanischer Serienmörder                                       | 48    | [ 62 ]  |
| 10. November   | Alfred Weichselberger              | österreichischer Politiker                                           | 90    | [ 63 ]  |
| 11. November   | Ehsan Fattahian                    | kurdischer Aktivist                                                  |       |         |
| 11. November   | Naftali Feder                      | israelischer Politiker                                               | 89    | [ 64 ]  |
| 11. November   | Hans-Otto Göricke                  | deutscher Generalmajor                                               | 89    |         |
| 11. November   | Rena Horten                        | deutsche Schauspielerin                                              | 68    |         |
| 11. November   | Helge Reiss                        | norwegischer Schauspieler                                            | 81    | [ 65 ]  |
| 12. November   | Rossiter H. Crozier                | australischer Insektenforscher                                       | 66    | [ 66 ]  |
| 12. November   | Richard Drakeford                  | britischer Komponist                                                 | 73    |         |
| 12. November   | Bernard Kolélas                    | kongolesischer Politiker                                             | 76    | [ 67 ]  |
| 12. November   | Arnulf Liebing                     | deutscher Antiquar, Autor und Programmierer                          | 82    |         |
| 12. November   | Fairy von Lilienfeld               | deutsche Theologin                                                   | 92    | [ 68 ]  |
| 12. November   | James R. Lilley                    | US-amerikanischer Diplomat                                           | 81    | [ 69 ]  |
| 12. November   | Hans-Werner Mehlen                 | deutscher General                                                    | 93    |         |
| 12. November   | Inge Meyer                         | deutsche Schriftstellerin und Drehbuchautorin                        | 80    |         |
| 12. November   | Eliahu Speiser                     | israelischer Politiker                                               | 79    | [ 70 ]  |
| 12. November   | Paul Wendkos                       | US-amerikanischer Regisseur                                          | 87    | [ 71 ]  |
| 12. November   | Emanuel Zisman                     | israelischer Politiker                                               | 74    | [ 72 ]  |
| 13. November   | Héctor Facundo                     | argentinischer Fußballspieler                                        | 72    | [ 73 ]  |
| 13. November   | Ueli Gegenschatz                   | Schweizer Basejumper                                                 | 38    | [ 74 ]  |
| 13. November   | Dell Hymes                         | US-amerikanischer Anthropologe                                       | 82    | [ 75 ]  |
| 13. November   | Willy Kernen                       | Schweizer Fußballspieler                                             | 80    | [ 76 ]  |
| 13. November   | Bruce King                         | US-amerikanischer Politiker                                          | 85    | [ 77 ]  |
| 13. November   | Leónidas Lamborghini               | argentinischer Schriftsteller                                        | 82    |         |
| 13. November   | John J. O’Connor                   | US-amerikanischer Journalist und Filmkritiker                        | 76    |         |
| 13. November   | Armen Tachtadschjan                | armenisch-russischer Botaniker                                       | 99    |         |
| 14. November   | Nikolai Petrowitsch Anikin         | russischer Skilangläufer                                             | 77    | [ 78 ]  |
| 14. November   | Margot Becke-Goehring              | deutsche Chemikerin                                                  | 95    | [ 79 ]  |
| 14. November   | Sima Ćirković                      | jugoslawischer bzw. serbischer Historiker                            | 80    | [ 80 ]  |
| 14. November   | Ambrose Jackson                    | amerikanischer Jazztrompeter und Komponist                           | 69    |         |
| 14. November   | Klaus Steilmann                    | deutscher Unternehmer                                                | 80    | [ 81 ]  |
| 14. November   | Hidaka Toshitaka                   | japanischer Ethologe und Sachbuchautor                               | 79    |         |
| 14. November   | Fritz Walter                       | deutscher Ökonom und Forstwissenschaftler                            | 93    |         |
| 14. November   | Lisa Stauffer                      | Schweizer Textilkünstlerin und Malerin                               | 78    |         |
| 15. November   | Richard Carlyle                    | kanadischer Schauspieler                                             | 95    |         |
| 15. November   | Annegine Federspiel                | dänische Schauspielerin                                              | 55    |         |
| 15. November   | Andrij Fedtschuk                   | ukrainischer Boxer                                                   | 29    | [ 82 ]  |
| 15. November   | Pierre Harmel                      | belgischer Politiker                                                 | 98    | [ 83 ]  |
| 15. November   | Lee Johnson                        | US-amerikanischer Jurist                                             | 79    |         |
| 15. November   | Ambrose Mathalaimuthu              | Bischof von Coimbatore, Indien                                       | 84    | [ 84 ]  |
| 15. November   | Hans Matthöfer                     | deutscher Politiker                                                  | 84    | [ 85 ]  |
| 15. November   | Allan Murdmaa                      | estnischer Architekt                                                 | 75    | [ 86 ]  |
| 15. November   | Antonio de Nigris                  | mexikanischer Fußballspieler                                         | 31    | [ 87 ]  |
| 15. November   | Pavle                              | serbischer Patriarch                                                 | 95    | [ 88 ]  |
| 15. November   | Karl Pisec                         | österreichischer Politiker (ÖVP)                                     | 84    | [ 89 ]  |
| 15. November   | Ulrich Schrade                     | polnischer Philosoph und Erziehungswissenschaftler                   | 66    |         |
| 15. November   | Kurt Stürmer                       | deutscher Eishockeyspieler                                           | 83    | [ 90 ]  |
| 15. November   | Jocelyn Quivrin                    | französischer Schauspieler                                           | 30    | [ 91 ]  |
| 15. November   | Johannes Ernst Seiffert            | deutscher Philosoph und Pädagoge                                     | 84    |         |
| 15. November   | Huh Young-Sup                      | südkoreanischer Unternehmer                                          | 68    | [ 92 ]  |
| 16. November   | Derek B                            | britischer Musiker und Discjockey                                    | 44    | [ 93 ]  |
| 16. November   | Manfred Berger                     | deutscher Architekt und Hochschullehrer                              | 88    |         |
| 16. November   | Constantin Cârstea                 | rumänischer Fußballspieler und -trainer                              | 60    | [ 94 ]  |
| 16. November   | Iwan Igorewitsch Chutorskoi        | russischer antifaschistischer Aktivist und Kampfsportler             | 26    |         |
| 16. November   | Jeff Clyne                         | britischer Bassist                                                   | 72    | [ 95 ]  |
| 16. November   | Ignacio Pérez                      | kolumbianischer Fußballspieler                                       | 74    | [ 96 ]  |
| 16. November   | Edward Woodward                    | britischer Schauspieler                                              | 79    | [ 97 ]  |
| 16. November   | Ljuben Stanew                      | bulgarischer Schriftsteller                                          | 84    | [ 98 ]  |
| 16. November   | Sergei Leonidowitsch Magnitski     | russischer Anwalt                                                    | 37    |         |
| 17. November   | José Aboulker                      | französisch-algerischer Arzt und Widerständler                       | 89    |         |
| 17. November   | John Craxton                       | englischer Maler                                                     | 87    |         |
| 17. November   | Josine van Dalsum                  | niederländische Schauspielerin und Drehbuchautorin                   | 61    |         |
| 17. November   | Egon L. Frauenberger               | deutscher Musikproduzent                                             | 78    | [ 99 ]  |
| 17. November   | Nikolai Oljalin                    | ukrainischer Schauspieler                                            | 68    | [ 100 ] |
| 17. November   | James Roland Walter Parker         | britischer Diplomat und Beamter                                      | 89    |         |
| 17. November   | Constantin Polastri                | Schweizer Kunstmaler                                                 | 76    |         |
| 17. November   | Albert Schedl                      | deutscher Politiker (CSU), MdB                                       | 73    |         |
| 17. November   | Hans Süß                           | deutscher Militär, Generalmajor der LSK/LV der NVA                   | 74    | [ 101 ] |
| 18. November   | Johnny Almond                      | britischer Jazzmusiker                                               | 63    | [ 102 ] |
| 18. November   | Abrar Alvi                         | indischer Drehbuchautor                                              | 82    | [ 103 ] |
| 18. November   | Jeanne-Claude                      | französisch-amerikanische Künstlerin                                 | 74    | [ 104 ] |
| 18. November   | Albert Crewe                       | britisch-US-amerikanischer Physiker                                  | 82    |         |
| 18. November   | Lieselotte Kruglewsky-Anders       | deutsche Politikerin (FDP, SPD), MdHB                                | 94    |         |
| 18. November   | Harry Siegmund                     | deutscher Verwaltungsjurist                                          | 99    |         |
| 18. November   | Alois Zauner                       | österreichischer Historiker und Archivar                             | 84    |         |
| 19. November   | Georg Kretschmar                   | ehemaliger Erzbischof der ELKRAS                                     | 84    | [ 105 ] |
| 19. November   | Gijsbert de Leve                   | niederländischer Mathematiker                                        | 83    |         |
| 19. November   | Susanne Levy                       | Schweizer Kunstmalerin und Fotografin                                | 87    |         |
| 19. November   | Hanns Pastor                       | deutscher Maler und Kunsterzieher                                    | 92    | [ 106 ] |
| 19. November   | Raimund Probst                     | deutscher Architekt und Bauschadensforscher                          | 82    | [ 107 ] |
| 19. November   | Randy Snow                         | US-amerikanischer Rollstuhlsportler                                  | 50    | [ 108 ] |
| 20. November   | Doris Ebbing                       | deutsche Politikerin                                                 | 71    | [ 109 ] |
| 20. November   | Inge Birgit Hansen                 | dänische Badmintonspielerin                                          | 82    | [ 110 ] |
| 20. November   | Leopold Eichinger                  | österreichischer Politiker                                           | 69    | [ 111 ] |
| 20. November   | Martino Gomiero                    | Bischof von Adria-Rovigo, Italien                                    | 84    | [ 112 ] |
| 20. November   | Volker Horn                        | österreichischer Opernsänger                                         | 66    | [ 113 ] |
| 20. November   | Ghulam Mustafa Jatoi               | pakistanischer Politiker                                             | 78    | [ 114 ] |
| 20. November   | Lino Lacedelli                     | italienischer Bergsteiger                                            | 83    | [ 115 ] |
| 20. November   | H. C. Robbins Landon               | US-amerikanischer Musikwissenschaftler                               | 83    | [ 116 ] |
| 20. November   | Peter Lorenz                       | deutscher Schriftsteller und Fotograf                                | 65    |         |
| 20. November   | Elisabeth Söderström               | schwedische Opernsängerin                                            | 82    | [ 117 ] |
| 21. November   | Bernard Bonnin                     | philippinischer Schauspieler                                         | 70    |         |
| 21. November   | Vojtěch Cepl                       | tschechischer Jurist                                                 | 71    | [ 118 ] |
| 21. November   | Sigrid Dušek                       | deutsche Prähistorikerin                                             | 72    |         |
| 21. November   | Bruno Elschner                     | deutscher Physiker und Hochschullehrer                               | 85    |         |
| 21. November   | Konstantin Feoktistow              | russischer Kosmonaut                                                 | 83    | [ 119 ] |
| 21. November   | Herwarth von Schade                | deutscher Kirchenbibliotheksdirektor                                 | 82    |         |
| 21. November   | Gerhard Strunk                     | deutscher Pädagoge                                                   | 74    |         |
| 22. November   | Wolfgang Fröde                     | deutscher Maler                                                      | 57    |         |
| 22. November   | Ali Kordan                         | iranischer Politiker                                                 | 51    | [ 120 ] |
| 22. November   | Brad Phillips                      | US-amerikanischer Politiker, Manager und Unternehmer                 | 84    | [ 121 ] |
| 22. November   | Marcelo                            | brasilianischer Fußballspieler                                       | 30    | [ 122 ] |
| 22. November   | Helmut Maxeiner                    | deutscher Rechtsmediziner                                            | 57    |         |
| 22. November   | Gino Munaron                       | italienischer Autorennfahrer                                         | 81    | [ 123 ] |
| 22. November   | Juan Carlos Muñoz                  | argentinischer Fußballspieler und -trainer                           | 90    | [ 124 ] |
| 22. November   | Hellmuth Schindler                 | österreichischer Pflanzenphysiologe                                  | 97    |         |
| 22. November   | Rainer Zimmermann                  | deutscher Journalist und Kunstsammler                                | 89    |         |
| 23. November   | Stelian Anghel                     | rumänischer Fußballspieler                                           | 57    | [ 125 ] |
| 23. November   | Pim Koopman                        | niederländischer Musiker                                             | 56    | [ 126 ] |
| 23. November   | Alfred Zistler                     | österreichischer Geistlicher                                         | 80    | [ 127 ] |
| 24. November   | Chen Hung-Lieh                     | chinesischer Schauspieler                                            | 66    | [ 128 ] |
| 24. November   | Hermann Grees                      | deutscher Geograf und Hochschullehrer                                | 84    | [ 129 ] |
| 24. November   | Michio Peter Hagiwara              | US-amerikanischer Fremdsprachendidaktiker                            | 77    |         |
| 24. November   | Ernst Höfner                       | deutscher Politiker (SED), Minister der Finanzen der DDR             | 80    |         |
| 24. November   | Ishii Kan                          | japanischer Komponist                                                | 88    |         |
| 24. November   | Helmut Patzer                      | deutscher Kinderarzt                                                 | 90    |         |
| 24. November   | Hale Smith                         | US-amerikanischer Komponist und Musikpädagoge                        | 84    |         |
| 24. November   | Samak Sundaravej                   | thailändischer Politiker                                             | 74    | [ 130 ] |
| 25. November   | Charles Barrier                    | französischer Drei-Sterne-Koch                                       | 93    |         |
| 25. November   | Manfred Daringer                   | österreichischer Bildhauer                                           | 67    |         |
| 25. November   | Beatrice Gray                      | US-amerikanische Schauspielerin                                      | 98    |         |
| 25. November   | Frans Haarsma                      | niederländischer katholischer Theologe                               | 88    | [ 131 ] |
| 25. November   | Giorgio I. Fürst von Seborga       | italienischer Unternehmer                                            | 73    | [ 132 ] |
| 25. November   | James M. Wilson junior             | US-amerikanischer Diplomat                                           | 91    | [ 133 ] |
| 26. November   | Giuseppe Baldini                   | italienischer Fußballspieler                                         | 87    | [ 134 ] |
| 26. November   | Pia Beck                           | niederländische Jazzpianistin                                        | 84    | [ 135 ] |
| 26. November   | Gerd Bollmann                      | deutscher Sprecher                                                   |       |         |
| 26. November   | Carl Boysen                        | deutscher Handballspieler                                            | 97    | [ 136 ] |
| 26. November   | Carsten Colpe                      | deutscher Religionswissenschaftler                                   | 80    | [ 137 ] |
| 26. November   | Sam Haskins                        | südafrikanischer Fotograf                                            | 83    |         |
| 26. November   | Lis Løwert                         | dänische Schauspielerin                                              | 89    | [ 138 ] |
| 26. November   | Radomír Luža                       | tschechischer Historiker und Widerstandskämpfer                      | 87    |         |
| 26. November   | Ecaterina Stahl-Iencic             | rumänische Fechterin                                                 | 63    | [ 139 ] |
| 26. November   | Victor Zaslavsky                   | russischer politischer Soziologe                                     | 72    |         |
| 27. November   | Ruslan Nuralijewitsch Aschuralijew | sowjetischer Ringer                                                  | 59    |         |
| 27. November   | Jacques Baratier                   | französischer Regisseur                                              | 91    | [ 140 ] |
| 27. November   | Erich Böhme                        | deutscher Journalist                                                 | 79    | [ 141 ] |
| 27. November   | Martin Fishbein                    | US-amerikanischer Psychologe und Professor                           | 73    |         |
| 27. November   | Gerd König                         | deutscher Diplomat, Botschafter der DDR                              | 79    |         |
| 27. November   | György Melis                       | ungarischer Opernsänger (Bariton)                                    | 86    | [ 142 ] |
| 27. November   | Franz Peherstorfer                 | österreichischer Mathematiker                                        | 59    | [ 143 ] |
| 27. November   | Bruno Pupparo                      | italienischer Tonmeister                                             | 50    |         |
| 27. November   | Helmut Ries                        | deutscher Arzt                                                       | 89    |         |
| 27. November   | Ernesto Treccani                   | italienischer Maler                                                  | 89    |         |
| 27. November   | Michael Turnheim                   | österreichischer Psychoanalytiker                                    | 63    |         |
| 27. November   | Warren Vanders                     | US-amerikanischer Schauspieler                                       | 79    |         |
| 28. November   | Eric Waldram Kemp                  | englischer Bischof                                                   | 94    | [ 144 ] |
| 28. November   | Gerd Bertko                        | deutscher Eiskunstlauf-Sportfunktionär                               | 54    | [ 145 ] |
| 28. November   | Georg Breuer                       | österreichischer Journalist                                          | 90    |         |
| 28. November   | Gilles Carle                       | kanadischer Filmemacher                                              | 80    | [ 146 ] |
| 28. November   | Bjartmar Gjerde                    | norwegischer Politiker                                               | 78    | [ 147 ] |
| 28. November   | Tony Kendall                       | italienischer Schauspieler                                           | 73    | [ 148 ] |
| 28. November   | Henk Kossen                        | niederländischer mennonitischer Theologe                             | 85    | [ 149 ] |
| 28. November   | Sergio Sartorelli                  | italienischer Fahrzeugdesigner                                       | 81    |         |
| 29. November   | Zygmunt Bocheński                  | polnischer Paläontologe und Ornithologe                              | 74    | [ 150 ] |
| 29. November   | Andrew Donald Booth                | britisch-kanadischer Computerpionier                                 | 91    | [ 151 ] |
| 29. November   | Nora David, Baroness David         | britische Politikerin                                                | 96    | [ 152 ] |
| 29. November   | Gilbert-Antoine Duchêne            | Bischof von Saint-Claude, Frankreich                                 | 90    | [ 153 ] |
| 29. November   | Felix Herriger                     | deutscher Elektrotechniker und Manager                               | 101   | [ 154 ] |
| 29. November   | Robert Holdstock                   | britischer Schriftsteller                                            | 61    | [ 155 ] |
| 29. November   | Paula Kleinmann                    | deutsche Gastwirtin                                                  | 95    | [ 156 ] |
| 29. November   | Lambert Mohr                       | deutscher Politiker                                                  | 79    |         |
| 29. November   | Karl Peglau                        | deutscher Verkehrspsychologe                                         | 82    | [ 157 ] |
| 30. November   | Christopher Anvil                  | US-amerikanischer Science-Fiction-Autor                              | 84    | [ 158 ] |
| 30. November   | Christoph Budde                    | deutscher Fußballspieler                                             | 46    | [ 159 ] |
| 30. November   | Émile Eid                          | libanesischer Kurienbischof                                          | 84    | [ 160 ] |
| 30. November ? | Héctor Gross Espiell               | uruguayischer Rechtswissenschaftler und Politiker                    | 83    | [ 161 ] |
| 30. November   | Haymo Heritsch                     | österreichischer Mineraloge                                          | 98    |         |
| 30. November   | Patrick Konchellah                 | kenianischer Mittelstreckenläufer                                    | 41    | [ 162 ] |
| 30. November   | Paul Naschy                        | spanischer Schauspieler                                              | 75    | [ 163 ] |
| 30. November   | Milorad Pavić                      | serbischer Schriftsteller                                            | 80    | [ 164 ] |
| 30. November   | Lucian Pulvermacher                | Als „Pius XIII.“ US-amerikanischer Führer der „True Catholic Church“ | 91    | [ 165 ] |
| 30. November   | Ignacio Ríos Navarro               | mexikanischer Botschafter                                            |       |         |
| 30. November   | Armin Schütz                       | deutscher Romanist, Franko-Romanist und Sprachwissenschaftler        | 73    |         |
| 30. November   | Hans-Erik Staby                    | namibischer Politiker und Architekt                                  | 74    |         |
| 30. November   | Konstantin Wawilow                 | ukrainischer Badmintonspieler                                        | 65    | [ 166 ] |
|                | Nicolae Marinica                   | österreichischer Bildhauer und Maler                                 | 56    |         |